# Calytrix birdii
Calytrix birdii är en myrtenväxtart som först beskrevs av Ferdinand von Mueller, och fick sitt nu gällande namn av Benjamin Daydon Jackson. Calytrix birdii ingår i släktet Calytrix och familjen myrtenväxter. Inga underarter finns listade i Catalogue of Life.